# Ostricourt

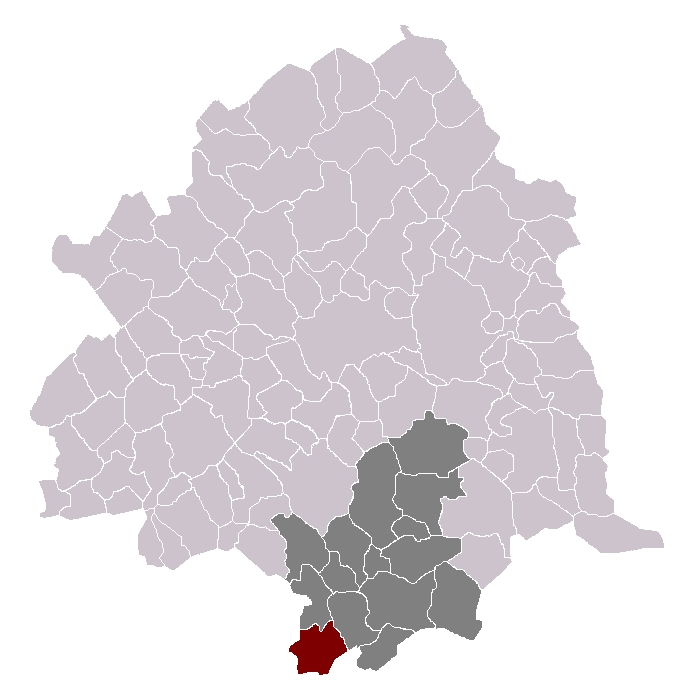
Ubicació d'Ostricourt dins del cantó i el districte

Ostricourt és un municipi francès, situat a la regió dels Alts de França, al departament del Nord. L'any 2006 tenia 5.146 habitants. Limita al nord amb Wahagnies, al nord-est amb Thumeries, al sud-est amb Leforest, al sud amb Évin-Malmaison, al sud-oest amb Dourges i a l'oest amb Oignies.

## Demografia
| 1962                                       | 1968  | 1975  | 1982  | 1990  | 1999  | 2006  |
| ------------------------------------------ | ----- | ----- | ----- | ----- | ----- | ----- |
| 7.316                                      | 7.388 | 6.821 | 6.165 | 6.054 | 5.413 | 5.146 |
| Des de 1962: població sense dobles comptes |       |       |       |       |       |       |

## Administració
| Període | Identitat      | Partit |
| ------- | -------------- | ------ |
| 1984-   | Robert Anselin | PS     |